# Stéphane Le Foll

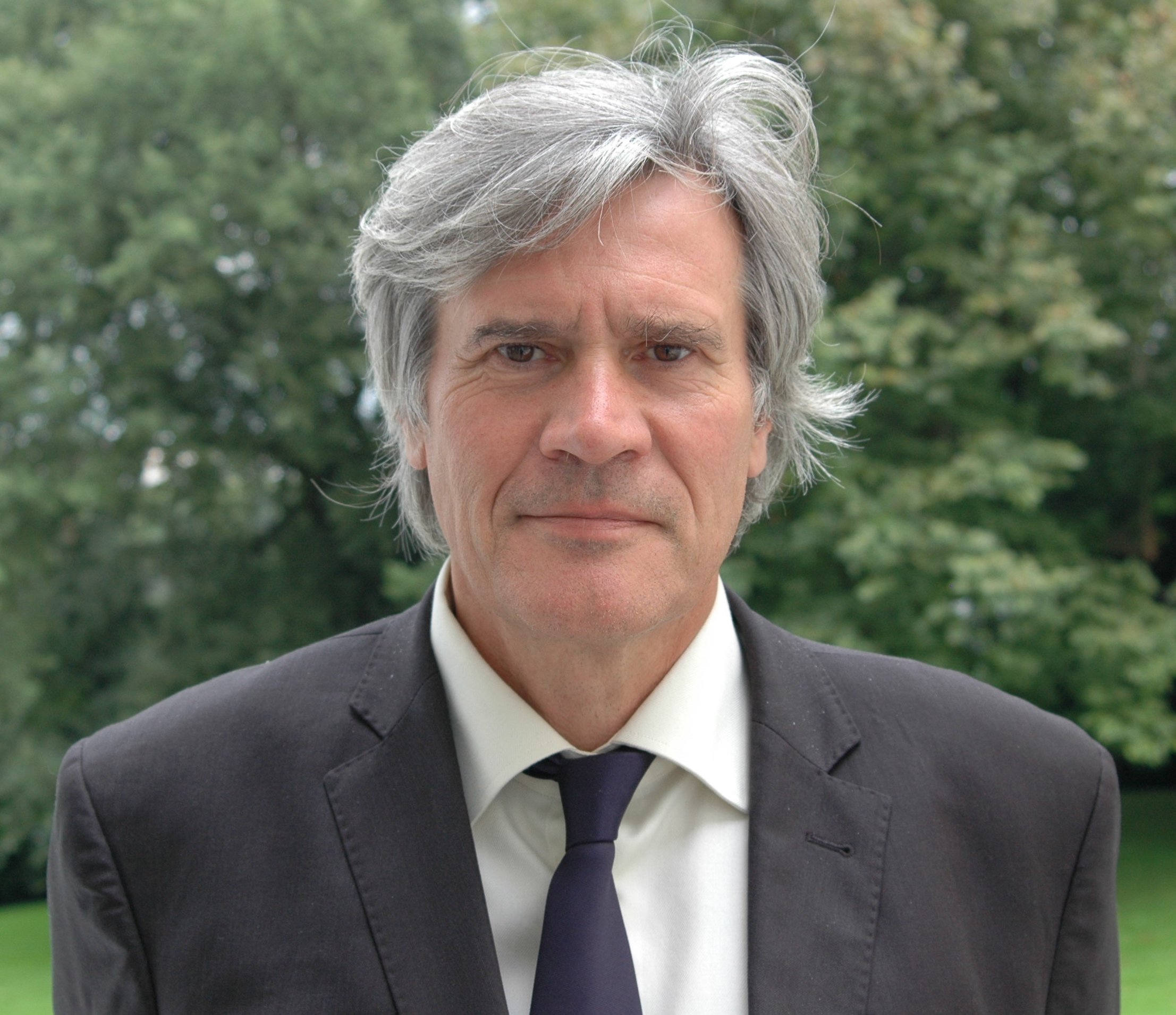
Stéphane Le Foll (2014)

Stéphane Le Foll (n. 3 februarie 1960, Le Mans, Franța) este un om politic francez, membru al Parlamentului European în perioada 2004-2009 din partea Franței.
A absolvit cursurile Universității din Nantes și Conservatoire national des arts et métiers. A îndeplinit apoi funcția de ministru al agriculturii și purtător de cuvânt al guvernului.